# Jacques Prévert
Jacques Prévert (Neuilly-sur-Seine, 4 de febrero de 1900-Omonville-la-Petite, 11 de abril de 1977) fue un poeta, autor teatral y guionista cinematográfico francés.

## Biografía
Después de la Primera Guerra Mundial y a partir de 1920, de regreso a París y la vida civil, participó en el movimiento surrealista como miembro activo del grupo de la rue du Château, junto a Raymond Queneau, Marcel Duhamel, entre otros. No intervino en las expresiones más formales del surrealismo pero se le atribuye la paternidad de algunas de sus prácticas artísticas más características, como el cadáver exquisito. En 1928 fundó, junto a su hermano Pierre, una productora teatral y cinematográfica. En la década de 1930, fue el alma del Grupo de teatro Octubre, vinculado al Partido Comunista Francés, aunque su proverbial inconformismo lo hizo sospechoso de trotskismo. Se lo vincula generalmente al anarquismo.[cita requerida]
Prévert también escribió varios guiones para el director de cine francés Marcel Carné, entre los cuales se encuentran Drôle de drame (1937), Le jour se lève (1939) y —tal vez la más famosa y conocida de estas realizaciones— Les enfants du paradis (1945). La publicación de su libro de poemas Paroles en 1946, fue un gran éxito. Ingresó entonces en el Colegio de Patafísica, donde alcanzó el grado de «sátrapa» en 1953.

Algunos de sus trabajos fueron musicalizados por Joseph Kosma, Christiane Verger y Hanns Eisler e interpretados por populares cantantes franceses, como Yves Montand, Juliette Gréco o Édith Piaf; probablemente su canción más conocida sea Las hojas muertas, popularizada por Yves Montand.

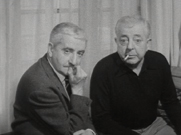
Jacques Prévert (a derecha) con su hermano Pierre (1961).

## Estilo
Jacques Prévert utiliza con frecuencia figuras retóricas de dicción o de repetición para trastocar el flujo convencional del lenguaje. Su poesía recurre a neologismos, dobles significados, imágenes insólitas y está permeada de retruécanos burlescos y lapsus voluntarios que producen efectos cómicos e inesperados, de un humor a veces negro y a veces erótico. En sus poemas abundan los juegos de sonidos: aliteraciones, rimas y ritmos. El vínculo con el surrealismo está presente tanto en la naturaleza fluida de las imágenes como en el uso de recursos como los inventarios, las enumeraciones heteróclitas de objetos e individuos, las sustantivaciones o las personificaciones de objetos y animales.[cita requerida]

El mal estudiante

Dice no con la cabeza

Pero dice sí con el corazón

Dice sí a los tíos 

Dice guapo al profesor

Está parado

Se le pregunta

Y se le plantean todos los problemas

De repente, la risa loca lo invade

Y en la pizarra borra todo

Las cifras y las palabras

Las fechas y los nombres

Las frases y las trampas

Y a pesar de las amenazas del maestro

Y con los alaridos de los niños prodigio

Con las tizas de todos los colores

En la pizarra negra de la desdicha

Dibuja la cara de la felicidad.
Jacques Prévert

## Discografía
- Yves Montand chante Jacques Prévert. Mercury France, 1998.

## Filmografía
Jacques Prévert escribió la ambientación y algunos diálogos de las siguientes películas:
- Le crime de monsieur Lange (1935)
- Drôle de drame (1937)
- Quai des brumes (1938)
- Les disparus de Saint-Agil (1938)
- Le jour se lève (1939)
- Les visiteurs du soir (1942)
- Les enfants du paradis (1943)
- Les portes de la nuit (1945)
- Le Roi et l'Oiseau (film animado, 1980)
- Grand Jean et Petit Jean

## Premios y distinciones
Premios Óscar
| Año  | Categoría            | Película               | Resultado |
| ---- | -------------------- | ---------------------- | --------- |
| 1947 | Mejor guion original | Les Enfants du paradis | Nominado  |